# Kopciuszek (film 1979)
Kopciuszek (ros. Золушка, Zołuszka) – radziecki film animowany z 1979 roku w reżyserii Iwana Aksienczuka. Adaptacja bajki Charles’a Perraulta.

## Fabuła
Biedny Kopciuszek mieszka ze złą macochą i przyrodnimi siostrami, które traktują ją jak służącą. Pewnego razu król postanawia wydać królewski bal, na którym książę ma wybrać przyszłą żonę. Macocha zabrania Kopciuszkowi udziału w balu, a sama wraz z córkami wyrusza do zamku. Nieoczekiwanie na pomoc Kopciuszkowi przybywa jej matka chrzestna, która jak się okazuje jest dobrą wróżką.

## Obsada (głosy)
- Wsiewołod Łarionow
- Tatjana Szabielnikowa
- Igor Iwanow
- Ella Brunowska

## Animatorzy
Wiktor Lichaczew, Iosif Kurojan, Marina Woskan'janc, Oleg Safronow, Władimir Szewczenko, Aleksandr Panow

## Wersja polska
W Polsce film był emitowany w TVP 1 w 1997 roku w serii Opowieści z mojego dzieciństwa. Został też wydany na DVD w serii Michaił Barysznikow – bajki z mojego dzieciństwa.
Film został wydany na VHS w serii Bajki z mojego dzieciństwa. Dystrybucja Demel
Wersja wydana na DVD w serii: Michaił Barysznikow – bajki z mojego dzieciństwa. 
- W wersji polskiej udział wzięli: Hanna Kinder-Kiss i Adam Wnuczko